# Adolf-Friedrich-Kruis
Het Adolf-Friedrich-Kruis, (Duits: Adolf-Friedrich-Kreuz), was een oorlogsonderscheiding van het groothertogdom Mecklenburg-Strelitz. Het kruis werd op 17 juni 1917 door de regerende groothertog Adolf Frederik VI van Mecklenburg-Strelitz ingesteld als onderscheiding voor de ondersteuning van het leger, de oorlogsinspanning en zorg voor gewonden. Verdienste in het landsbestuur, in de bedrijven en in het ondersteunen van de regimenten aan het front werden in het stichtingdecreet met name genoemd. Als onderscheiding is het de ecvenknie van het iets oudere Mecklenburg-Schweriner Friedrich-Franz Kruis en Friedrich-Franz-Alexandra Kruis. Een vergelijkbare Pruisische onderscheiding is het Kruis van Verdienste voor Oorlogshulp.
Omdat het agrarische en achtergebleven Mecklenburg-Strelitz slechts 110 000 inwoners had en tot de kleinste van de Duitse bondsstaten van het Duitse Keizerrijk behoorde werden er weinig Adolf-Friedrichkruisen uitgereikt. Er werden 598 kruisen geleverd waarvan er 446 werden uitgereikt. Van het Kruis van Verdienste voor Oorlogshulp van Pruisen werden ongeveer 500 000 exemplaren uitgereikt. Het Duitse Keizerrijk kende weinig onderscheidingen, de decoraties waren een zaak voor de bondsvorsten.
Men vindt onder de door de bekende juweliersfirma Mssrs. Godet in Berlijn vervaardigde Adolf-Friedrichkruisen ijzeren kruisen met een zwart geoxideerd oppervlak, verzilverde ijzeren kruisen en kruisen uit geoxideerde oorlogsmetalen zoals zink. In 1918 was de Duitse oorlogseconomie in een zware crisis beland en er was een nijpend gebrek aan grondstoffen, voedsel en metalen.
Het kruis is een uit één stuk metaal gestanst rupertkruis met een ovaal centraal medaillon. Het oog en de ring waaraan het kruis hangt zijn gesoldeerd. Op de voorzijde van het iets gebolde medaillon staat binnen een ovale lauwerkrans het sierlijke en gekroonde groothertogelijk monogram "AF".
Op de keerzijde staat binnen een ovale lauwerkrans de tekst "FÜR WERKE DER KRIEGSHILFE 1917". Het kruis is 41 millimeter hoog en 39 millimeter breed. Een ijzeren kruis weegt ongeveer 14 gram maar de zinken kruisjes zijn veel lichter.
Het kruis werd aan een geel zijden lint met vier brede rode strepen en een smalle blauwe bies op de linkerborst of door dames als strik op de linkerschouder gedragen.
De val van de Mecklenburgse monarchie in november 1917 maakte een einde aan het bestaan van de Mecklenburg-Strelizer orden en onderscheidingen. De familie van een decorandus mocht het interistiek waardeloze kruisje na het overlijden van de drager als aandenken behouden.